# Manuel Sagastizabal
Manuel Vázquez Sagastizabal (Sevilha, 17 de dezembro de 1910 - 23 de janeiro de 1939) foi um aviador e militar espanhol. Foi um dos maiores aviadores do lado franquista na Guerra Civil Espanhola, tendo abatido 21 aeronaves inimigas (mais 7 prováveis), o que fez dele um ás da aviação. Pela sua prestação de serviço, a título póstumo, foi condecorado com a maior condecoração espanhola, a Laureada Cruz de São Fernando.